# Parinya Charoenphol
Parinya Charoenphol (en tailandès: ปริญญา เจริญผล; Chiang Mai, 9 de juny de 1981), també coneguda pel nom artístic Parinya Kiatbusaba i el nom col·loquial Nong Toom, és una esportista tailandesa, excampiona de boxa tailandesa, model i actriu transsexual. Ella és kathoey, un tercer gènere tailandès.

## Biografia
Ben aviat va ser conscient de la seva identitat de gènere femenina. Després d'un curt període com a monjo budista, va començar a entrenar com a boxadora fins a unir-se a un campament de Muay Thai a la ciutat de Chonburi, amb l'objectiu de guanyar prou diners per mantenir els seus pares pobres i pagar la seva cirurgia de reassignació de sexe.
La seva vida pública va començar el febrer de 1998, amb una victòria al Lumpini Boxing Stadium de Bangkok, el centre del món de Muay Thai. Els mitjans tailandesos van mostrar-se encuriosits per la novetat d'aparèixer maquillada al ring de boxa, definint-se com una kathoey o lady boy, i perquè derrotava i després besava els oponents més grans i musculosos. Posteriorment, va explicar que el petó després de guanyar-los era una disculpa per haver estat indecent amb ells.
Encara que el govern tailandès havia impedit prèviament a les atletes kathoey participar en l'equip nacional de voleibol pel temor a una reacció negativa de la resta del món, la federació de Muay Thai va acollir Nong Toom, i revitalitzà així l'interès públic per l'esport, com ho demostra l'augment en la venda d'entrades i d'ingressos de l'estadi a partir de la seva arribada.
El 1999, Nong Toom va ser notícia a l'anunciar la seva retirada del kickboxing, i el propòsit de convertir-se en cantant i la voluntat de sotmetre's a una cirurgia de reassignació de sexe, operació que va realitzar el 1999 al Yanhee International Hospital, a l'edat de 18 anys.
El 26 de febrer de 2006, Nong Toom va tornar a boxar en un combat d'exhibició per al nou gimnàs de Fairtex Pattaya (rebatejat com Nong Toom Fairtex Gym) tot lluitant contra el japonès Kenshiro Lookchaomaekhemthong. Nong Toom va guanyar per decisió unànime del jurat després de tres assalts, i deixà el seu rival amb un tall a prop de l'ull per un cop de colze en la darrera ronda.
El 2010, Nong Toom va obrir un campament de boxa, Parinya Muay Thai, al districte tailandès de Pran Buri, que dirigeix juntament amb l'actor i escriptor estatunidenc Steven Khan.

## Cultura popular
La seva història es relata al film de 2003 Beautiful boxer, en què va ser interpretada pel kickboxer masculí Asanee Suwan. El film va guanyar diversos premis nacionals i internacionals. El director del film, Ekachai Uekorngtham, també va escriure l'espectacle Boxing Cabaret per a Nong Toom, que es va estrenar l'estiu de 2005 al Singapore Arts Festival i més tard a Bangkok.
La vida de Nong Toom com a kathoey també fa part de el llibre Ladyboys: The Secret World of Thailand's Third Gender, de Maverick House Publishers. La seva història també es va incloure al documentari de National Geographic Channel de Julina Khusaini Hidden Genders de 2003.